# Ribbeck (Zehdenick)
Ribbeck ist ein Ortsteil der Stadt Zehdenick im Landkreis Oberhavel in Brandenburg. 
Der Ort liegt nordwestlich der Kernstadt Zehdenick an der Kreisstraße K 6513. Westlich verläuft die B 96, östlich fließt die Havel und verläuft die B 109.

## Geschichte

### Eingemeindungen
Am 26. Oktober 2003 erfolgte die Eingemeindung von Ribbeck in die Stadt Zehdenick.

## Sehenswürdigkeiten
- In der Liste der Baudenkmale in Zehdenick sind für Ribbeck drei Baudenkmale aufgeführt, u. a. die Dorfkirche.